# 志々目徹
志々目 徹（ししめ とおる、1992年3月8日 - ）は、日本の柔道家。宮崎県都城市出身。階級は60kg級。身長161cm。血液型はA型。組み手は左組み。得意技は内股。兄は柔道家で元競艇選手の志々目裕樹。妹は2017年の世界選手権52kg級で優勝した志々目愛。

## 経歴
柔道は4歳の時に財部柔心館で始めた。毎日練習があり、家に帰っても父親との稽古を積む日々であった。庄内中学3年の時に全国中学校柔道大会55kg級で2位となった。宮崎日大高校3年の時にはインターハイで優勝した。その後、世界ジュニアに新設された55kg級に出場して初代チャンピオンとなった。日本体育大学体育学部武道学科に進学後、全日本ジュニアの60kg級では3位に留まるが世界ジュニア代表に選出されて、世界ジュニアでは昨年に続いての優勝を果たして2階級制覇を達成した。講道館杯ではオリンピック3連覇の野村忠宏に2回戦で一本勝ちするものの、その後敗れて5位に終わった。2012年の選抜体重別では決勝で了徳寺学園の平岡拓晃に指導2で敗れてロンドンオリンピック代表には選出されなかった。
2014年2月のグランプリ・デュッセルドルフでは、準々決勝でロンドンオリンピック金メダリストであるロシアのアルセン・ガルスチャンに一本勝ちするなどして決勝に進むと、国士舘大学1年の大島優磨を指導2で破って優勝を飾った。9月のアジア大会では3位に終わった。12月のグランドスラム・東京では2位にとどまるも、前年に続いて妹の愛とともにメダルを獲得した。
2015年2月にはグランプリ・デュッセルドルフで昨年に続いて2連覇を飾った。4月の選抜体重別では決勝で大学の1年先輩であるパーク24の木戸慎二に指導3で敗れて2位にとどまったものの、世界選手権代表に選出された。8月の世界選手権では準決勝で地元カザフスタンのエルドス・スメトフに有効で敗れるも、3位決定戦でロンドンオリンピック銅メダリストであるブラジルのフェリペ・キタダイに一本勝ちして3位になった。12月のグランドスラム・東京では3位だったが、今大会3年連続で妹とともにメダルを獲得した。
2016年2月のグランドスラム・パリでは決勝でアゼルバイジャンのイルガル・ムシキエフから有効2つを取って優勝を飾った。4月の選抜体重別では決勝で大島を有効で破って優勝するも、リオデジャネイロオリンピック代表には選出されなかった。11月の講道館杯では決勝で東海大学2年の永山竜樹に技ありで敗れて2位にとどまった。
2017年3月のグランドスラム・バクーでは決勝でウズベキスタンの選手から技あり2つを取って快勝した。4月の体重別では準決勝で永山に技ありで敗れて3位に終わった。6月のグランプリ・フフホトでは決勝でモンゴルのダシダワー・アマルトゥブシンに一本勝ちして優勝を飾った。12月のグランドスラム・東京では準々決勝で永山に指導2で敗れたが、敗者復活戦を勝ち上がって3位になった。
2018年2月のグランドスラム・パリでは準決勝でジョージアのアミラン・パピナシビリに反則勝ちすると、決勝ではウズベキスタンのシャラフディン・ルトフィラエフから技ありを取った後に相手の負傷により棄権勝ちして、反則勝ち3つと棄権勝ちによるオール一本勝ちで今大会2年ぶり2度目の優勝を果たした。4月の体重別では初戦で旭化成の大島に反則負けを喫した。なお、アジア大会代表には選ばれた。8月のアジア大会では決勝でウズベキスタンのディヨルベク・ウロズボエフにGSに入ってから技ありを取られて敗れた。11月の講道館杯では決勝で大島にGS含めて10分近い戦いの末に横四方固で敗れて2位に終わった。11月のグランドスラム・大阪では準々決勝で韓国の金源鎮にGSに入ってから反則負けを喫すると、敗者復活戦でスメトフを技ありで破るも、3位決定戦で大島に反則負けして5位にとどまった。
2019年4月の体重別では決勝で永山に背負投で敗れた。
2021年4月からは鹿児島県で教員を務めることになった。

## 戦績
- 2006年 - 全国中学校柔道大会 2位
- 2009年 - インターハイ 優勝
- 2009年 - 世界ジュニア 優勝
- 2010年 - ドイツジュニア国際 優勝
- 2010年 - 全日本ジュニア 3位
- 2010年 - 世界ジュニア 優勝
- 2010年 - 講道館杯 7位
- 2010年 - グランドスラム・東京 2位
- 2011年 - グランドスラム・パリ 5位
- 2011年 - ユニバーシアード 個人戦 3位 団体戦 優勝
- 2012年 - 体重別 2位
- 2012年 - 学生体重別 2位
- 2012年 - 講道館杯 2位
- 2012年 - グランドスラム・東京 5位
- 2013年 - ヨーロッパオープン・ブダペスト 優勝
- 2013年 - 学生体重別 優勝
- 2013年 - 講道館杯 3位
- 2013年 - グランドスラム・東京 3位
- 2014年 - グランプリ・デュッセルドルフ 優勝
- 2014年 - 体重別 3位
- 2014年 - グランプリ・ウランバートル 3位
- 2014年 - アジア大会 3位
- 2014年 - グランドスラム・東京 2位
- 2015年 - グランプリ・デュッセルドルフ 優勝
- 2015年 - 体重別 2位
- 2015年 - グランプリ・ブダペスト 3位
- 2015年 - 世界選手権 3位
- 2015年 - グランドスラム・東京 3位
- 2016年 - グランドスラム・パリ 優勝
- 2016年 - 体重別 優勝
- 2016年 - 講道館杯 2位
- 2017年 - グランドスラム・バクー 優勝
- 2017年 - 体重別 3位
- 2017年 - グランプリ・フフホト 優勝
- 2017年 - グランドスラム・東京 3位
- 2018年 - グランドスラム・パリ 優勝
- 2018年 - アジア大会 2位
- 2018年 - 講道館杯 2位
- 2018年 - グランドスラム・大阪 5位
- 2019年 - 体重別 2位

（出典、JudoInside.com）